# Caramba (género musical)
La caramba es el nombre con el que se conoce al género musical tradicional de Ecuador. Es interpretado generalmente en el litoral y está relacionado con los afroecuatorianos. Nace como una forma específica de tocar la marimba y cobró importancia en el siglo XX.

## Reseña
Grosso modo, existen dos grandes tipos de caramba:

### Caramba cruzada
Generalmente se basa en el estilo que viene del texto. Toma su nombre porque las parejas bailan de un extremo a otro en forma cruzada. 
- Solista: La muerte a mí me escribió
- El coro responde: Ahora, caramba, eh!

### Caramba bambuqueada
Se baila como el bambuco, también conocido como currulao para no confundir con el género andino colombiano. Se baila con las parejas de frente. 
- Solista: Ay caramba adiós.
- El coro responde: Adiós que me voy, caramba.